# Parthénolide
Le parthénolide est une lactone sesquiterpénique produite par la grande camomille (Tanacetum parthenium) en grande concentration dans ses fleurs et fruits.
La grande camomille est une plante classique de la médecine non conventionnelle ou naturelle. En tablettes ou décoctions, elle soulagerait la migraine, préviendrait les caillots. Elle serait anti-inflammatoire et soulagerait arthrite, dysménorrhée et dyspepsie. Le parthénolide en serait le principe actif principal, dont le contenu est précisé par nombre de vendeurs de camomille.
L'insolubilité dans l'eau en limite les indications et les effets et sans parler même de son intérêt potentiel en oncologie, justifierait les recherches actuelles.

## Actions biologiques
Entre autres actions possibles, elle s'opposerait in vivo (Robert Clarke février 2010) à la résistance des cellules de cancer du sein au tamoxifène.